# Tom Everett Scott
Tom Everett Scott (East Bridgewater, Massachusetts, 7 de setembre de 1970) és un actor estatunidenc de teatre, cinema i televisió. La seva filmografia principal inclou títols com That Thing You Do! (1996), An American Werewolf in Paris (1997), One True Thing (1998), The Love Letter (1999), Boiler Room (2000), Perquè ho dic jo (2007), Race to Witch Mountain (2009) i Mars Needs Moms (2011). També ha treballat en diverses sèries de televisió, com Law & Order (1993, 2009), ER (2002-2003), Saved (2006) i Southland (2009), entre d'altres.

## Biografia
Scott va néixer a East Bridgewater, Massachusetts, fill de Cynthia "Cindy" (nascuda Pierce), representant d'assegurances, i William Joseph "Bill" Scott (mort el 2007), enginyer civil. Es va graduar per la Universitat de Syracuse el 1992, on va començar en l'especialitat de comunicacions, però finalment es va especialitzar en teatre.
El seu primer paper notable va ser durant diverses temporades en el paper recurrent de Matthew en la comèdia de situació Grace Under Fire. Va interpretar el fill il·legítim del personatge del títol, que havia estat adoptat. El 1996, Scott va tenir el paper de Guy Patterson en la pel·lícula That Thing You Do! Va passar gairebé desapercebut a causa de la seva semblança al director de la pel·lícula, l"actor Tom Hanks, però la dona de Hanks, Rita Wilson, va animar Hanks a posar Scott en la obra.
A la televisió, és conegut pels paper del detectiu Russell Clarke en la sèrie Southland, de Charles Garnett a Z Nation, i pels papers recurrents: Eric Wyczenski a ER, Sam Landon a Beauty & the Beast, Kevin Duval a Scream, i William a Reign. El 2018 protagonitza la sitcom I'm Sorry.
Scott ha tingut molts altres papers notables; protagonista en les pel·lícules An American Werewolf in Paris i Dead Man on Campus, i coprotagonista amb Kate Capshaw i Tom Selleck a The Love Letter. Va protagonitzar la pel·lícula de culte Boiler Room  i va fer un cameo a Van Wilder: La festa salvatge. Scott també va tenir un paper recurrent a la sèrie de televisió ER el 2002 i 2003 i ha interpretat nombrosos papers menors en altres pel·lícules i espectacles televisius com Will & Grace  i Sons of Anarchy. Va coprotagonitzar la sèrie Philly com a advocat, amb Kim Delaney. Va ser un èxit de crítica però amb índexs pobres d'audiència i va ser cancel·lat després d'una temporada. També va protagonitzar Saved, una sèrie de metges a TNT. Va protagonitzar el telefilm Surrender Dorothy. Va ser un dels amics de Mandy Moore a la comèdia Perquè ho dic jo, i va protagonitzar la comèdia de Broadway The Little Dog Laughed. Va fer de Jack Cutting a la sèrie Cashmere Mafia a l'ABC (2008). El 2009, va aparèixer a quatre episodis de Law & Order on interpreta el fictici Governador de Nova York, Don Shalvoy. També interpreta el detectiu Russell Clarke en els set episodis de la primera temporada de Southland, que va ser abandonada per NBC i subsegüentment agafada per TNT. A l'inici de segona temporada, es converteix en un personatge recurrent que apareix en tres dels sis episodis. En la tercera i cinquena temporada de la sèrie, va aparèixer en alguns episodis.
Scott va fer papers secundaris en pel·lícules com Race to Witch Mountain, Tanner Hall, Mars Needs Moms, Parental Guidance, Enemies Closer, i Sister Cities. Els seus papers a la televisió inclouen Sam Landon a Beauty and the Beast, Kevin Duval a Scream (TV), Charles Garnett a Z Nation i William a Reign.. El 2016, va aparèixer en la pel·lícula La La Land, triat per director Damien Chazelle. El 2017, va coprotagonitzar Diary of a Wimpy Kid: The Long Haul i és actualment en el sitcom de TruTV sitcom I'm Sorry, protagonitzada per Andrea Savage.